# Edward McMillan-Scott

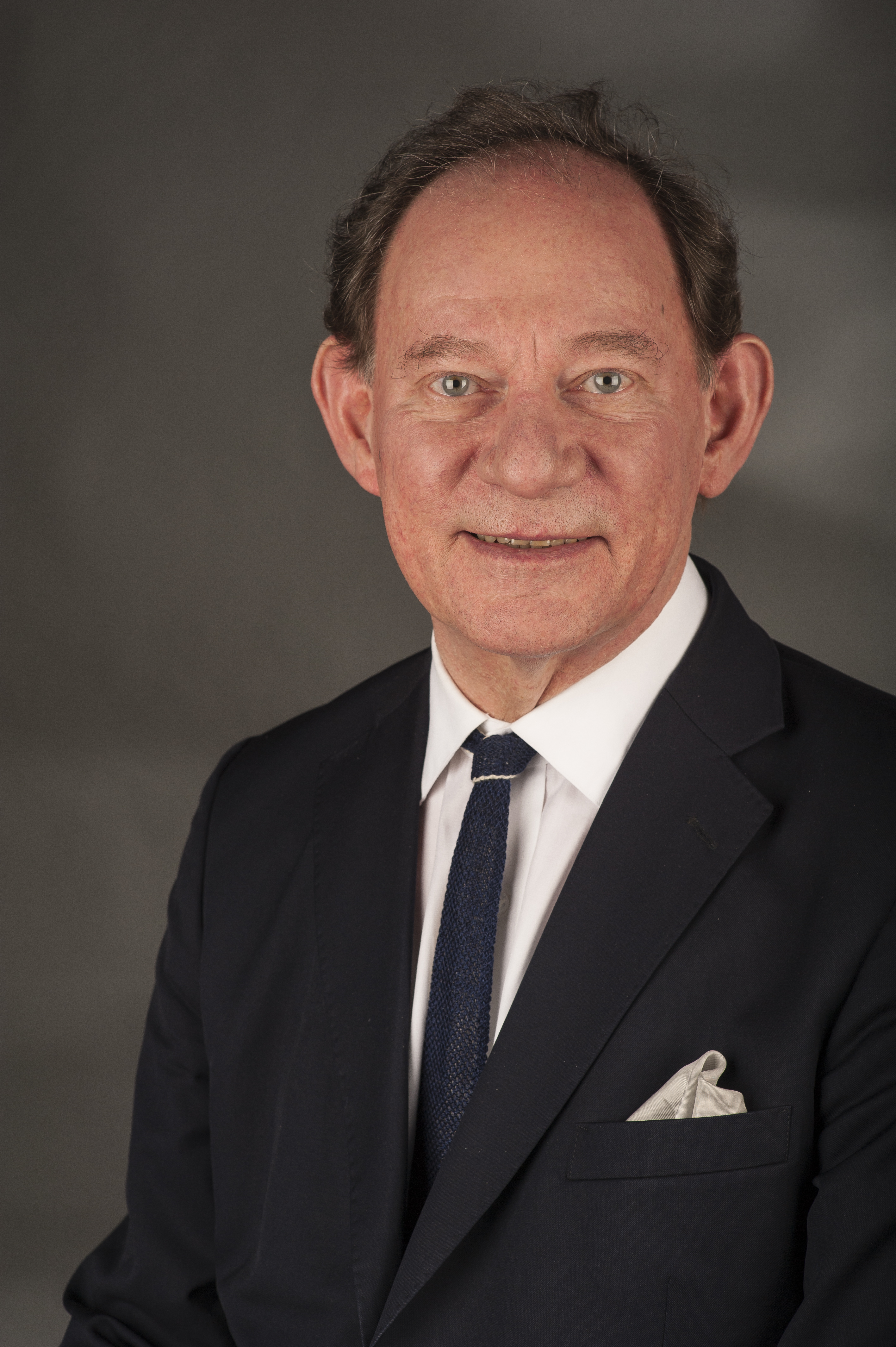
Edward McMillan-Scott

Edward McMillan-Scott (n. 15 august 1949) este un om politic britanic, membru al Parlamentului European în perioadele 1984-1989, 1989-1994, 1994-1999, 1999-2004 și 2004-2009 din partea Regatului Unit.
1. 1 2 3  Deputații în Parlamentul European